# Drimys andina
Drimys andina, llamado comúnmente canelo enano, es una especie de arbustiva o nanofanerófita siempreverde del género Drimys, endémica del sur de Chile y sudoeste de la Argentina. 

## Distribución
Este arbusto es endémico del sur de Chile, así como también en áreas fronterizas de la Argentina.
En Chile se presenta desde la Región del Biobío hasta la Región de Los Lagos en zonas cordilleranas.
En la Argentina se encuentra en un alto grado de fidelidad, exclusivamente en los bosques de lenga (Nothofagus pumilio) de las provincias de: Neuquén, Río Negro, Chubut.

## Descripción
Drimys andina posee flores hermafroditas, de 2 a 3 cm de diámetro, su fruto es una baya de 1 cm de longitud, de color negruzco o blanquecino con manchas negras.

## Taxonomía
Drimys andina fue descrita por  (Reiche) R.A.Rodr. & Quezada y publicado en  Gayana, Botánica 48(1–4): 112, en el año 1991.

### Sinonimia
- Drimys winteri var. andina Reiche
- Drimys winteri f. andina (Reiche) Hauman
- Drimys winteri var. quinoensis Kuntze[8]

## Drimys andinacomo planta hospedadora
Esta especie es la única planta hospedadora del lepidóptero Ithutomus formosus de la familia Yponomeutidae.